# Algimantas Butnorius
Algimantas Butnorius (* 20. November 1946 in Kaunas; † 30. Oktober 2017) war ein litauischer Schachspieler.

## Leben
Butnorius graduierte 1973 von der Universität Vilnius und war von Beruf Journalist.  1975–1989  arbeitete er bei Lietuvos TV.
Er war Vorsitzender des Schachvereins ŠK Margiris Kaunas. Von 1975 bis 1989 war er Vorsitzender des litauischen Schachverbandes. Er starb 2017. Im selben Jahr starben auch seine Frau und seine älteste Tochter.
Sein Grab befindet sich im Friedhof Petrašiūnai.

## Erfolge
Butnorius gewann 1967, 1970, 1973, 1975, 1976, 1980, 1982 und 1993 die Meisterschaft von Litauen. 1983 wurde er Internationaler Meister. Seine größten Erfolge auf internationaler Ebene errang er erst im fortgeschrittenen Alter. 2007 gewann er bei der Senioren-Europameisterschaft in Hockenheim die Silbermedaille, der er im gleichen Jahr bei den Senioren-Weltmeisterschaften in Gmunden den Weltmeistertitel folgen ließ. Als 17. Senioren-Weltmeister (vor Jewgeni Wassjukow und Vlastimil Jansa) erhielt er auch gleichzeitig den Großmeistertitel.
Für die litauische Nationalmannschaft nahm Butnorius an drei Schacholympiaden (2000, 2004 und 2006) sowie an zwei Mannschaftseuropameisterschaften (1999 und 2003) teil. Zuletzt spielte er für Monaco beim European Small Nations Tournament 2015 und bei der Schacholympiade 2016. Vereinsschach spielte Butnorius für den ŠK Margiris Kaunas, mit dem er auch viermal am European Club Cup teilnahm.

## Quelle
- Rochade Europa Nr. 11/2007, Seite 9 ff.